# Mistrovství Evropy v basketbalu žen 1989
22. mistrovství Evropy v basketbalu žen proběhlo v dnech 13. – 18. června ve Varně v Bulharsku.
Turnaje se zúčastnilo osm týmů, rozdělených do dvou čtyřčlenných skupin. První dvě družstva postoupila do semifinále. Týmy, které skončily na třetím a čtvrtém místě hrály o 5. – 8. místo. Mistrem Evropy se stalo družstvo Sovětského svazu.

## Výsledky a tabulky

### Skupina A
|    |            | URS   | TCH   | ITA   | NED   | V | P | Skóre   | B |
| 1. | SSSR       | ***   | 78:75 | 79:48 | 59:56 | 3 | 0 | 216:179 | 6 |
| 2. | ČSSR       | 75:78 | ***   | 67:51 | 68:60 | 2 | 1 | 210:189 | 5 |
| 3. | Itálie     | 48:79 | 51:67 | ***   | 67:52 | 1 | 2 | 166:198 | 4 |
| 4. | Nizozemsko | 56:59 | 60:68 | 52:67 | ***   | 0 | 3 | 168:194 | 3 |

 Itálie -  Nizozemsko 67:52 (37:21)
13. června 1989 (14:30) – Varna
 SSSR -  ČSSR 78:75 (54:39)
13. června 1989 (20:00) – Varna
 ČSSR -  Nizozemsko 68:60 (36:29)
14. června 1989 (16:15) – Varna
 SSSR -  Itálie 79:48 (50:23)
14. června 1989 (19:45) – Varna
 SSSR -  Nizozemsko 59:56 (31:31)
15. června 1989 (14:30) – Varna
 ČSSR -  Itálie 67:51 (31:21)
15. června 1989 (19:45) – Varna

### Skupina B
|    |            | YUG   | BUL   | FRA   | HUN   | V | P | Skóre   | B |
| 1. | Jugoslávie | ***   | 79:69 | 81:62 | 76:52 | 3 | 0 | 236:183 | 6 |
| 2. | Bulharsko  | 69:79 | ***   | 90:54 | 92:77 | 2 | 1 | 251:210 | 5 |
| 3. | Francie    | 62:81 | 54:90 | ***   | 65:63 | 1 | 2 | 181:234 | 4 |
| 4. | Maďarsko   | 52:76 | 77:92 | 63:65 | ***   | 0 | 3 | 192:233 | 3 |

 Jugoslávie -  Maďarsko 76:52 (41:22)
13. června 1989 (16:30) – Varna
 Bulharsko -  Francie 90:54 (41:31)
13. června 1989 (18:00) – Varna
 Jugoslávie -  Francie 81:62 (48:27)
14. června 1989 (14:30) – Varna
 Bulharsko -  Maďarsko 92:77 (40:35)
14. června 1989 (18:00) – Varna
 Francie -  Maďarsko 65:63 (36:40)
15. června 1989 (16:15) – Varna
 Jugoslávie -  Bulharsko 79:69 (45:37)
15. června 1989 (18:00) – Varna

### Semifinále
ČSSR -  Jugoslávie 76:62 (41:34)
17. června 1989 (18:00) – Varna
 SSSR -  Bulharsko 90:71 (39:33)
17. června 1989 (20:00) – Varna

### Finále
SSSR -  ČSSR 64:61 (47:34)
18. června 1989 (18:00) – Varna

### O 3. místo
Bulharsko -  Jugoslávie 79:69 (38:44)
18. června 1989 (16:15) – Varna

### O 5. - 8. místo
Nizozemsko -  Francie 55:45 (29:29)
17. června 1989 (14:30) – Varna
 Itálie -  Maďarsko 77:62 (42:28)
17. června 1989 (16:15) – Varna

### O 5. místo
Itálie -  Nizozemsko 51:42 (23:17)
18. června 1989 (14:30) – Varna

### O 7. místo
Maďarsko -  Francie 84:66 (40:36)
18. června 1989 (12:45) – Varna

## Soupisky
2.  ČSSR
| - Ivana Nováková - Erika Dobrovičová - Anna Kotočová - Eva Blažková | - Svatava Kysilková - Zuzana Kameniková - Zora Brziaková - Irma Valová | - Eva Křížová - Eva Berková - Lenka Bezděčíková - Hana Zarevúcká - Trenéři: Miroslav Vondřička, Marian Guzikiewicz |

## Konečné pořadí
| Pořadí           | Tým        | Z | V | P | Skóre   | B  |
| ---------------- | ---------- | - | - | - | ------- | -- |
| Zlatá medaile    | SSSR       | 5 | 5 | 0 | 370:311 | 10 |
| Stříbrná medaile | ČSSR       | 5 | 3 | 2 | 347:315 | 8  |
| Bronzová medaile | Bulharsko  | 5 | 3 | 2 | 401:369 | 8  |
| 4.               | Jugoslávie | 5 | 3 | 2 | 367:338 | 8  |
| 5.               | Itálie     | 5 | 3 | 2 | 294:302 | 8  |
| 6.               | Nizozemsko | 5 | 1 | 4 | 265:290 | 6  |
| 7.               | Maďarsko   | 5 | 1 | 4 | 338:376 | 6  |
| 8.               | Francie    | 5 | 1 | 4 | 292:373 | 6  |